# Daria
Daria is een Amerikaanse animatieserie geproduceerd door MTV en oorspronkelijk uitgezonden tussen 1997 en 2002. De serie is een spin-off van Beavis and Butt-head en draait rond een van de nevenpersonages Daria Morgendorffer. Voor de rest heeft het programma echter niets met de originele show te maken en ook de animatiestijl is niet dezelfde.
Daria gaat over het intelligente en cynische meisje Daria Morgendorffer en volgt haar dagelijkse leven thuis en op haar middelbare school. Het programma is een satire op het tienerleven op school en daarbuiten. In totaal werden er in vijf seizoenen 65 afleveringen geproduceerd en twee televisiefilms, Is It Fall Yet? (2000) en Is It College Yet? (2002).

## Stemmencast
- Tracy Grandstaff - Daria Leona Morgendorffer
- Wendy Hoopes - Jane Lane / Helen Barksdale Morgendorffer / Quinn Morgendorffer
- Julián Rebolledo -  Jake Morgendorffer
- Lisa Kathleen Collins - Brittany Taylor / Sandi Griffin
- John Lynn - Sick, Sad World aankondiger
- Marc Thompson - Mr. Anthony DeMartino / Mr. Timothy O'Neill / Kevin Thompson
- Ashley Paige Albert - Tiffany Blum-Deckler / Ms. Janet Barch
- Jessica Cydnee Jackson - Jodie Abigail Landon
- Alvaro J. Gonzalez - Trent Lane
- Sarah Drew - Stacy Rowe
- Nora Laudani - Ms. Angela Li
- Geoffrey Arend - Charles 'Upchuck' Ruttheimer III
- Russell Hankin - Tom Sloane